# Вежховиська-Перші (Мазовецьке воєводство)
Вежховиська-Перші (пол. Wierzchowiska Pierwsze) — село в Польщі, у гміні Сенно Ліпського повіту Мазовецького воєводства.
Населення — 242 особи (2011).
У 1975-1998 роках село належало до Радомського воєводства.

## Демографія
Демографічна структура станом на 31 березня 2011 року:
|          | Загалом | Допрацездатний вік | Працездатний вік | Постпрацездатний вік |
| -------- | ------- | ------------------ | ---------------- | -------------------- |
| Чоловіки | 126     | 26                 | 76               | 24                   |
| Жінки    | 116     | 20                 | 65               | 31                   |
| Разом    | 242     | 46                 | 141              | 55                   |